# Kim Wyman
Kim Wyman (15 de julio de 1962) es una política estadounidense. Es la 15.ª secretaria de Estado de Washington, habiendo ganado en las elecciones estatales de 2012 y 2016.

## Biografía
Entre 2012 y 2016, fue la única republicana elegida para ocupar un cargo a nivel estatal en la Costa Oeste.
En marzo de 2017, Wyman fue diagnosticada con una forma temprana de cáncer de colon.